# Tanya Gilly Khailany
Tanya Gilly Khailany est une ancienne députée irakienne, militante féministe et spécialiste des processus d'instauration de la paix.

## Biographie
Originaire de la ville de Kirkouk au Kurdistan irakien, Tanya Gilly Khailany se lance dès son plus jeune âge dans le militantisme. Elle s'implique dans de nombreuses causes, telles la lutte pour les droits fondamentaux de la personne, l'égalité et la justice pour les peuples du Kurdistan et de l'Irak. Elle étudie les sciences politiques à l'Université Carleton d'Ottawa, au Canada.     

## Carrière politique
Tanya Gilly Khailany rejoint Washington, où elle travaille comme directrice des programmes pour la Foundation for the Defense of Democracies (Fondation pour la défense des démocraties). Elle y mène un travail de plaidoyer et manœuvre en étroite collaboration avec les décideurs politiques de la capitale fédérale pour aider à donner la parole aux personnes sous-représentées dans les régions du Moyen-Orient et de l'Afrique du Nord,.  
De 2006 à 2010, Tanya Gilly Khailany siège au Parlement irakien, représentant le peuple de Kirkouk et défendant les intérêts d'une société multiethnique et religieuse. Elle est membre de la commission des relations extérieures. Elle est connue pour avoir dénoncé les injustices subies par les Kurdes irakiens dans le passé, et comme témoin de leur situation géopolitique actuelle. Elle est également l'une des principales voix à réclamer une plus juste représentation des femmes dans la sphère politique. Militante active pour les droits des femmes, elle mène le combat pour le vote de la loi sur le quota de 25% de femmes élues dans les différents conseils provinciaux du pays,.

## Militantisme
Tanya Gilly Khailany se spécialise dans la participation politique et les processus d’instauration de la paix. Le 26 septembre 2018, elle prend la parole lors d’une rencontre organisée en marge de la 73e session de l’Assemblée générale des Nations Unies à New York. Pour la militante, la paix repose avant tout sur l’égalité des chances et la justice sociale,. Ce processus repose sur une participation significative des femmes. Selon elle, pour y parvenir, les femmes doivent tout d’abord obtenir leur place à la table des négociations.  
Tanya Gilly Khailany a siégé au conseil d’administration de diverses organisations non gouvernementales en Irak et au Kurdistan. Elle est l’une des fondatrices du Ashti Women’s Movement, qui a joué un rôle déterminant dans la réunion de l’opposition et du gouvernement. Elle est régulièrement l'invitée des médias irakiens et internationaux,. 
Tanya Gilly Khailany est la cofondatrice avec Sherri Kraham Talabani de la Fondation SEED, une organisation qui accompagne les victimes de violences, lutte contre la traite des êtres humains en Irak et soutient le développement du Kurdistan,. 